# Bohemian Grove
Bohemian Grove é um acampamento de 2.700 acres (1.100 ha), localizado em Bohemian Avenue 20.601, em Monte Rio, na Califórnia, pertencente a um clube privado de homens sediado em San Francisco conhecido como Bohemian Club. Em meados de Julho de cada ano, o acampamento hospeda por duas semanas alguns dos homens mais poderosos do mundo. 
Desde 1899, atende apenas os membros masculinos do "Bohemian Club", que são recrutados principalmente da elite política, econômica, artística e da mídia dos Estados Unidos para um retiro de 14 dias.

## O Clube

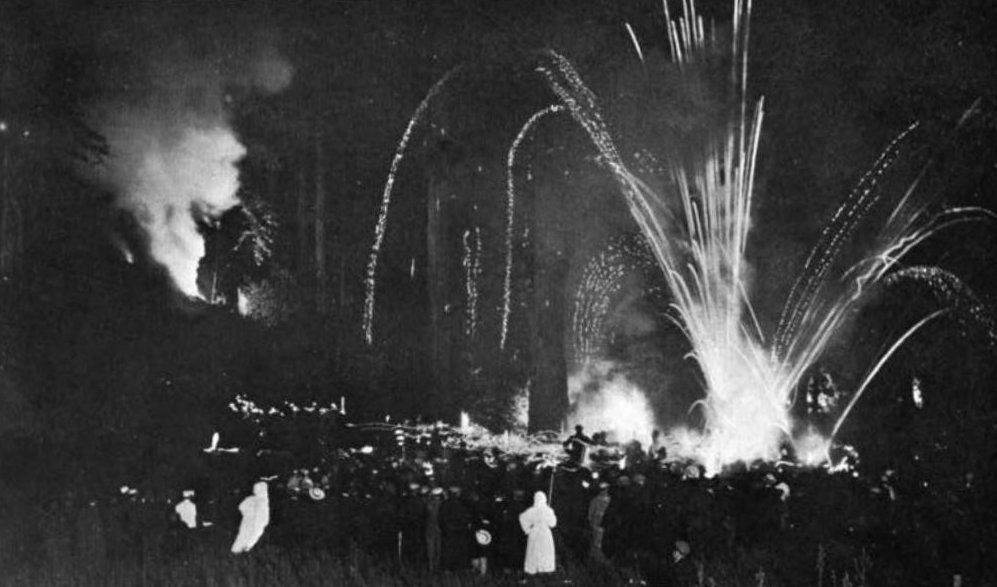
Cremation of Care em 1907

O Bohemian Grove inclui muitos artistas, em particular músicos, bem como muitos líderes de negócios, oficiais de governos (inclusive alguns presidentes dos Estados Unidos), e altos executivos dos meios da comunicação social.

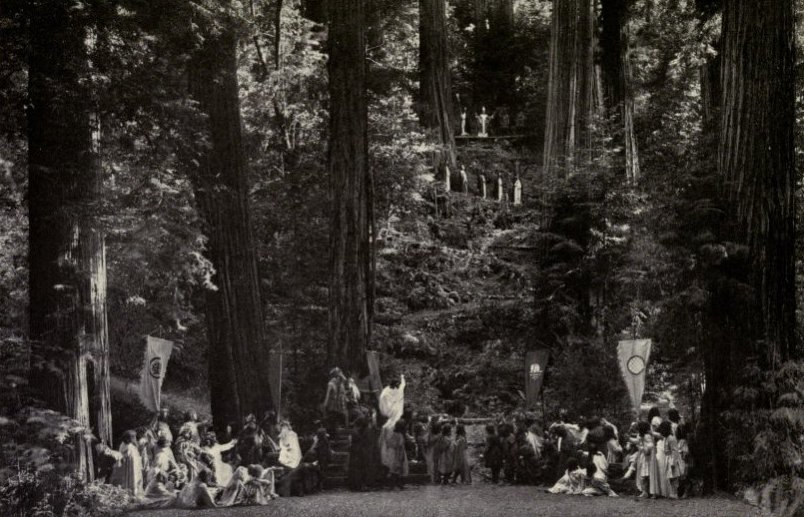
Ensaio para a Play Grove de 1909,St. Patrick em Tara

Como uma medida da exclusividade do clube, o sócio é informado que a lista de espera é de 15 para 20 anos, embora a curto prazo, o processo de sócio de três anos seja possível, mas dois membros atuais devem ser o patrocinador do membro em perspectiva. Uma taxa de iniciação de 25000 dólares é cobrada desde 2006, além da taxa de sócio anual. Permite-se que membros eleitos possam converter a taxa de iniciação em pagamentos anuais iguais até que eles consigam a idade de 45 anos. Depois de 40 anos como sócio, os homens ganham a posição de “Velha Guarda”, dando-os assentos reservados nas conversações diárias do Bohemian Grove, bem como outras prerrogativas. Os membros também podem convidar hóspedes para o Bohemian Grove, embora estes hóspedes sejam sujeitos a um procedimento de proteção rigoroso.
Desde a fundação do clube, o mascote do Bohemian Grove é uma coruja, símbolo do conhecimento. Uma estátua de coruja de 40 pés (12 m), oca feito de concreto sobre o aço à cabeceira do lago no Bosque; este Santuário Coruja foi concebido pelo escultor e presidente do clube por duas vezes, Patigian Haig, e construído em 1920.  Desde 1929, o Santuário Coruja tem servido como pano de fundo a cerimônia "Cremation of Care" (“Cremação anual do Cuidado”).
O santo de patrono do Clube é João Nepomuceno, que segundo a lenda diz; preferiu a morte sofrida nas mãos de um monarca Boêmio, a revelar os segredos confessionais da rainha. Uma grande estátua de St. John em mantos clericais com o seu índicador a tocar por cima dos seus de lábios, simboliza o segredo guardado pelos visitantes do Bohemian Grove e da sua longa história.